# ProCite
ProCite è un programma commerciale di gestione bibliografica progettato nei primi anni ottanta da Victor Rosenberg, professore associato presso la School of Library and Information Studies dell'Università del Michigan. 

## Storia
Rilasciato nel 1983 dalla società Personal Bibliographic Software di Ann Arbor, nel 1996 è stato acquistato da Institute for Scientific Information, una divisione della Thomson Reuters. L'ultima versione, ProCite 5, è uscita negli anni 1999 (Windows) e 2001 (Macintosh). Da maggio 2013 Thomson Reuters ha cessato il supporto e le vendite del software.
Le versioni 1.x e 2.x potevano essere utilizzate su sistema operativo PC DOS e MS-DOS. Dalla versione 3.0 in poi, realizzata nel 1995, ProCite può essere utilizzato su Windows. Successivamente il software è stato rilasciato anche per sistemi MacIntosh. Le versioni dalla 3.1 in poi includono il client Z39.50 per la ricerca e il download dei record bibliografici dai cataloghi delle biblioteche e da altri database provvisti della stessa tecnologia.
ProCite è stato particolarmente utilizzato dai bibliotecari in ambito accademico grazie alle sue specifiche caratteristiche progettate per la produzione di bibliografie di ricerca. Gli archivi delle liste di discussione ufficiali dal 1995 al 2008, sono disponibili tramite il sito web Alfasoft/Adept Scientific.